# Stefano Bettarello
Stefano Bettarello (Rovigo, 2 de abril de 1958) es un exjugador y entrenador de rugby italiano, que ocupaba el puesto de apertura. Actualmente (a fecha 27 de octubre de 2010) es el segundo máximo anotador de la historia de la liga italiana y de la selección italiana, con 3.206 y 483 puntos respectivamente. Además, fue el primer jugador italiano en ser seleccionado por los Barbarians en 1987.

## Carrera

### Jugador
Es natural de Rovigo y parte de una familia con gran tradición puesto que su padre Romano Bettarello ganó 7 scudetti con el Rovigo y su tío Ottorino consiguió otros 6 con el Fiamme Oro y el mismo Rovigo; además ambos fueron internacionales con Italia.
Su debut en la liga se produjo en la temporada 1976-1977 con la camiseta del Rovigo y, en su siguiente temporada, fue el máximo anotador del torneo con 242 puntos; clasificación de máximos anotadores que ganaría en otras 5 ocasiones más, tres consecutivas en Rovigo (de 1979 a 1982) marcando 207, 281 y 228 puntos respectivamente, y dos con la Benetton Treviso en las temporadas 1985-1986 y 1985-1987 con 310 y 262 puntos).
Consiguió el campeonato italiano con el Rovigo en la temporada 1978-1979, pero tras un convulso verano de 1982 se ve obligado a jugar dos temporadas en el Mogliano de la segunda división italiana (con los que conseguiría el ascenso a la Serie A) para volver una temporada al Rovigo antes de ser trasferido a la Benetton Treviso, con los que repitió título de Italia en la temporada 1988-1989.
Bettarello jugó su primer partido con la selección en L'Aquila el 14 de abril de 1979, contra Polonia dentro del Trofeo FIRA con una victoria 18-3 con 3 puntos del debutante apertura; entre los logros obtenidos con la selección, destaca el empate en su segundo partido contra Inglaterra U-23 6-6 con los 6 puntos italianos marcados por Bettarello, en lo que fue el primer punto obtenido contra una selección británica; también jugó en la primera victoria contra esta misma selección inglesa en Padua en 1982, con un 12-7 (los 12 puntos del mismo Bettarello); pero además, estuvo en el empate a 15 en el Stadio Flaminio de Roma contra Inglaterra en un encuentro no considerado "test match" por la federación inglesa (esta vez con 11 puntos marcados).
El último partido con la selección fue el 3 de diciembre de 1988 en el Flaminio con una derrota por 6-55 contra [Selección de rugby de Australia|Australia]], siendo el mismo Bettarello el autor de todos los puntos Azzurri.
Cuando se retiró, Stefano Bettarello era el máximo anotador en la historia de Italia con 483 puntos en 55 partidos, hasta que fue superado por Diego Domínguez.
El 18 de abril de 1987 debutó con los Barbarians en Cardiff, siendo el primer italiano en ser convocado. Posteriormente jugaría otros partidos acumulando 4 convocatorias y 43 puntos.
Una vez acabada su experiencia en Treviso, jugó un par de temporadas más en la serie A1 con el Livorno y otra ( la que sería la última) en Casale, completando una espectacular carrera en 1994 con 3.206 puntos, récord de anotación en la historia de la liga italiana hasta el 9 de abril de 2007, cuando otro rodigino, Andrea Scanavacca, alcanza la cifra de 3.212 puntos (y dejando posteriormente el récord al finalizar su carrera en 3.368).

### Entrenador
Tras la retirada, Bettarello tuvo una época de entrenador con el Villadose, durante las temporadas 1994-1995 y 1995-1996 en las que dirigió al equipo en la serie B italiana.
En 1999 la ciudad inglesa de Rugby (lugar donde nació el rugby), que había creado a modo de museo de este deporte a cielo abierto al ir poniendo nombres de jugadores a distintas calles de la ciudad, eligió a Stefano Bettarello entre los honrados con el nombre de una de las calles.

## Palmarés
- Campeonatos italianos: 2
Rovigo: 1978-1979
Benetton Treviso: 1988-1989